# Aleš Gorza
Aleš Gorza (Črna na Koroškem, 20 luglio 1980) è un ex sciatore alpino sloveno.

## Biografia

### Stagioni 1996-2007
Gorza, sciatore polivalente attivo in gare FIS dal gennaio del 1996, esordì in Coppa Europa il 7 gennaio 1999 a Kranjska Gora in slalom gigante, senza concludere la prova, e in Coppa del Mondo il 21 dicembre 2001 nella medesima località e nella medesima specialità, senza qualificarsi per la seconda manche. Debuttò ai Campionati mondiali in occasione della rassegna iridata di Sankt Moritz 2003, nella quale fu 4º nello slalom gigante e 12º nella combinata; nella stagione seguente colse i suoi unici due podi in Coppa Europa, due terzi posti in slalom gigante, a Sankt Moritz il 31 gennaio 2004 e a Pas de la Casa il 5 marzo seguente.
Ai Mondiali di Bormio/Santa Caterina Valfurva 2005 fu 24º nel supergigante, 18º nella slalom gigante e non completò la combinata; l'anno dopo prese parte ai XX Giochi olimpici invernali di Torino 2006, conquistando il 33º posto nel supergigante, il 15º nella combinata e non terminando lo slalom gigante e lo slalom speciale. Ai Mondiali di Åre 2007 gareggiò in tutte le specialità, piazzandosi 39º nella discesa libera, 19º nel supergigante e non completando lo slalom gigante, lo slalom speciale e la supercombinata.

### Stagioni 2008-2013
Nella stagione 2007-2008 ottenne i suoi migliori risultati in Coppa del Mondo: il 21 febbraio conquistò il suo primo podio, arrivando 3º nel supergigante di Whistler, e il 13 marzo successivo salì per la seconda e ultima volta sul podio (sempre 3º in supergigante) durante le finali di Bormio. L'anno dopo, ai Mondiali di Val-d'Isère 2009, fu 16º nel supergigante, 23º nello slalom gigante e non completò la supercombinata.
I XXI Giochi olimpici invernali di Vancouver 2010 e i Mondiali di Garmisch-Partenkirchen 2011 furono le ultime apparizioni olimpiche e iridate di Gorza: nel primo caso chiuse 11º nel supergigante e 10º nello slalom gigante, mentre nel secondo fu 22º nel supergigante. Si congedò dalla Coppa del Mondo in occasione dello slalom gigante di Kranjska Gora del 5 marzo 2011, nel quale non terminò la prima manche; in seguito prese ancora parte ad alcune competizioni minori (gare FIS, campionati nazionali) fino al definitivo ritiro, nel febbraio del 2013.

## Palmarès

### Coppa del Mondo
- Miglior piazzamento in classifica generale: 31º nel 2008
- 2 podi:
  - 2 terzi posti

### Coppa Europa
- Miglior piazzamento in classifica generale: 24º nel 2004
- 2 podi:
  - 2 terzi posti

### South American Cup
- Miglior piazzamento in classifica generale: 19º nel 2008
- 1 podio:
  - 1 vittoria

#### South American Cup - vittorie
| Data             | Località          | Paese | Specialità |
| ---------------- | ----------------- | ----- | ---------- |
| 6 settembre 2007 | Termas de Chillán | Cile  | GS         |

Legenda:

GS = slalom gigante

### Campionati sloveni
- 10 medaglie[1]:
  - 6 ori (slalom gigante, combinata[2] nel 2003; slalom gigante nel 2004; slalom gigante, combinata[2] nel 2005; slalom gigante nel 2007)
  - 4 argenti (slalom speciale nel 2005; slalom gigante, slalom speciale nel 2006; slalom gigante nel 2010)